# Хомберг (Ефце)
Хомберг (њем. Homberg) општина је у њемачкој савезној држави Хесен. Једно је од 27 општинских средишта округа Швалм-Едер. Према процјени из 2010. у општини је живјело 14.384 становника. Посједује регионалну шифру (AGS) 6634009.

## Географски и демографски подаци
Хомберг се налази у савезној држави Хесен у округу Швалм-Едер. Општина се налази на надморској висини од 222 метра. Површина општине износи 100,0 km². У самом мјесту је, према процјени из 2010. године, живјело 14.384 становника. Просјечна густина становништва износи 144 становника/km².

## Међународна сарадња
| Мјесто      | Држава               | Врста сарадње | Од    |
| ----------- | -------------------- | ------------- | ----- |
|             | Француска            | партнерство   | 2008. |
| Столин      | Бјелорусија          | партнерство   | 1993. |
| Бриџвотер   | Уједињено Краљевство | партнерство   | 1992. |
| Ростов      | Русија               | партнерство   | 1992. |
| Пила (град) | Пољска               | партнерство   | 1995. |
| Сеџмур      | Уједињено Краљевство | партнерство   | 1979. |
| Кајани      | Финска               | партнерство   | 1973. |
| Извор       |                      |               |       |